# 恵山町
恵山町（えさんちょう）は、北海道渡島支庁中部にあった町。2004年（平成16年）12月1日に戸井町、椴法華村、南茅部町とともに函館市に編入された。
町名の由来は町内（渡島半島東部）にある活火山「恵山」より。
旧町名尻岸内町の由来は、アイヌ語の「シリキシラリナイ」（岩壁に形像のある川の意）から。

## 地理
渡島管内中部に位置する。
南部は津軽海峡、北部は山間。
- 山: 恵山 (618m)
- 河川:女那川、古武井川
- 湖沼:なし
- 岬: 日浦岬、恵山岬
- 字:日ノ浜・恵山・女那川・古武井・御崎・柏野・中浜・豊浦・日浦ほか

### 隣接していた自治体
- 渡島支庁: 亀田郡戸井町、函館市、椴法華村、茅部郡南茅部町（現在はすべて函館市）

## 沿革
- 1906年4月1日 - 尻岸内村が単独で二級町村制施行、亀田郡尻岸内村（しりきしない-）が発足。
- 1964年11月1日 - 町制施行、尻岸内町となる。
- 1985年4月1日 - 恵山町に改称。※改称に関して、当時恵山を挟み隣接していた椴法華村との間で論争が起こった。
- 2004年12月1日 - 戸井町、椴法華村、南茅部町とともに函館市へ編入される。

## 行政

### 歴代首長
| 代                 | 名前               | 就任年月                   | 退任年月                   |
| 尻岸内村長（官選） | 尻岸内村長（官選） | 尻岸内村長（官選）         | 尻岸内村長（官選）         |
| ------------------ | ------------------ | -------------------------- | -------------------------- |
| 初代               | 太田留治           | 1906年（明治39年）4月1日   | 1909年（明治42年）3月31日  |
| 2代                | 堀良彦             | 1909年（明治42年）7月30日  | 1910年（明治43年）12月24日 |
| 3代                | 亀谷供次郎         | 1911年（明治44年）2月18日  | 1912年（大正元年）8月      |
| 4代                | 島中兼松           | 1912年（大正元年）8月7日   | 1913年（大正2年）3月20日   |
| 5代                | 砂山武俊           | 1913年（大正2年）3月20日   | 1916年（大正5年）9月14日   |
| 6代                | 福士賢次郎         | 1916年（大正5年）9月14日   | 1919年（大正8年）8月6日    |
| 7代                | 藤原覚因           | 1919年（大正8年）8月6日    | 1921年（大正10年）2月19日  |
| 8代                | 斎田巳之吉         | 1921年（大正10年）4月26日  | 1922年（大正11年）11月14日 |
| 9代                | 武石胤介           | 1922年（大正11年）11月14日 | 1925年（大正14年）10月20日 |
| 10代               | 菅原直次郎         | 1925年（大正14年）10月20日 | 1927年（昭和2年）11月15日  |
| 11代               | 十倉十六美         | 1927年（昭和2年）11月15日  | 1930年（昭和5年）12月18日  |
| 12代               | 丹野助七           | 1930年（昭和5年）12月17日  | 1931年（昭和6年）6月5日    |
| 13代               | 斉藤照蔵           | 1931年（昭和6年）6月5日    | 1934年（昭和9年）10月11日  |
| 14代               | 嶺和衛             | 1934年（昭和9年）10月11日  | 1939年（昭和14年）4月8日   |
| 15代               | 上達小三郎         | 1939年（昭和14年）4月8日   | 1944年（昭和19年）4月20日  |
| 16代               | 井上悟             | 1944年（昭和19年）4月20日  | 1946年（昭和21年）3月18日  |
| 17代               | 三瓶万吉           | 1946年（昭和21年）3月18日  | 1947年（昭和22年）4月5日   |
| 尻岸内村長（民選） |                    |                            |                            |
| 18代               | 前田時次郎         | 1947年（昭和22年）4月5日   | 1964年（昭和39年）10月30日 |
| 尻岸内・恵山町長   |                    |                            |                            |
| 初代               | 前田時次郎         | 1964年（昭和22年）11月1日  | 1967年（昭和42年）4月30日  |
| 2代                | 三好信一           | 1967年（昭和42年）4月30日  | 1981年（昭和56年）5月22日  |
| 3代                | 野呂桂司           | 1981年（昭和56年）7月6日   | 1983年（昭和58年）2月15日  |
| 4代                | 湊貞治             | 1983年（昭和58年）4月24日  | 1995年（平成7年）4月23日   |
| 5代                | 山田忠昭           | 1995年（平成7年）4月24日   | 2002年（平成14年）4月25日  |
| 6代                | 工藤篤             | 2002年（平成14年）6月2日   | 2004年（平成16年）11月30日 |

## 姉妹都市・提携都市
- 青森県むつ市

## 経済
漁業、養殖が盛ん。
ウニ、コンブなどが獲れる。

### 漁業
- 恵山漁港
- 山背泊漁港
- 女那川漁港
- 大澗漁港
- 日浦漁港

## 教育
- 町立高等学校
  - 北海道恵山高等学校
- 中学校
  - 恵山
- 小学校
  - えさん（函館市との合併前恵山小学校があったため）

## 交通

### 鉄道
町内を鉄道路線は通っていない。鉄道を利用する場合の最寄り駅は、JR北海道函館本線函館駅。

### バス
- 函館バス

### 道路
- 一般国道
  - 国道278号
- 都道府県道
  - 北海道道41号函館恵山線
- 道の駅
  - なとわ・えさん

## 名所・旧跡・観光スポット・祭事・催事
- 恵山道立自然公園
- 恵山温泉
- 恵山つつじまつり
- 納涼祭り
- ごっこ祭り

## 関連文献
- 恵山町史編纂室 編『恵山町史』函館市恵山支所、2007年3月。全国書誌番号:23780945。